# UTC+08:45
UTC+08:45 es el decimoprimer huso horario del planeta cuya ubicación geográfica se encuentra en el meridiano 131.25 este. Aquellos países que se rigen por este huso horario se encuentran 8 horas y 45 minutos por delante del meridiano de Greenwich.

## Hemisferio sur

### Países que se rigen por UTC+08:45 todo el año
| Abreviatura | Nombre Completo                                                                       | País              |
| ----------- | ------------------------------------------------------------------------------------- | ----------------- |
| ACWST       | Hora Estándar del Centro-Oeste Australiano (Australian Central Western Standard Time) | Australia - Eucla |